# Велисурунъёган
Велисурунъёган (устар. Вели-Сурун-Ёган) — река в России, протекает по территории Ямало-Ненецкого автономного округа. Устье реки находится в 112 км по правому берегу реки Вэттылькы. Длина реки составляет 76 км.

## Притоки
- 5 км: Кыпа-Кыталькикэ (пр)
- 9 км: Сэрылькикэ (лв)
- 18 км: Печчалькикэ (лв)
- 29 км: Быстрая (пр)
- 46 км: река без названия (лв)

## Данные водного реестра
По данным государственного водного реестра России относится к Нижнеобскому бассейновому округу, водохозяйственный участок реки — Таз. Речной бассейн реки — Таз.
Код объекта в государственном водном реестре — 15050000112115300065888.